# Ляхович, Александр Петрович
Алекса́ндр Петро́вич Ляхо́вич (бел. Аляксандр Пятровіч Ляховіч; род. 4 июля 1989, Ворняны, Гродненская область) — белорусский легкоатлет, специалист по спортивной ходьбе. Выступает за сборную Белоруссии по лёгкой атлетике с 2007 года, обладатель бронзовой медали Кубка Европы, победитель и призёр первенств национального значения, участник летних Олимпийских игр в Рио-де-Жанейро. Мастер спорта Республики Беларусь международного класса.

## Биография
Александр Ляхович родился 4 июля 1989 года в деревне Ворняны Островецкого района Гродненской области Белорусской ССР.
Окончил детско-юношескую спортивную школу в Островце (2000—2004), Гродненское государственное училище олимпийского резерва (2005—2007), Республиканское училище олимпийского резерва (2008—2009), Белорусский государственный университет физической культуры по специальности «спортивно-педагогическая деятельность» (2015). Проходил подготовку под руководством тренеров Андрея Владиславовича Блашкавича и Станислава Эдуардовича Шапечко.
Впервые заявил о себе в лёгкой атлетике на международном уровне в сезоне 2007 года, когда вошёл в состав белорусской национальной сборной и выступил на Кубке Европы по спортивной ходьбе в Ройал-Лемингтон-Спа, где на дистанции 10 км стал среди юниоров шестым.
В 2011 году в ходьбе на 20 км закрыл десятку сильнейших на молодёжном европейском первенстве в Остраве.
В 2012 году в той же дисциплине занял 62-е место на Кубке мира в Чебоксарах.
Будучи студентом, в 2013 году представлял Белоруссию на Универсиаде в Казани, стартовал в дисциплине 20 км, но в ходе прохождения дистанции был дисквалифицирован.
В 2015 году отметился выступлением на чемпионате мира в Пекине, где так же получил дисквалификацию.
В 2016 году занял 45-е место на командном чемпионате мира по спортивной ходьбе в Риме. Выполнив олимпийский квалификационный норматив (1:24:00), удостоился права защищать честь страны на летних Олимпийских играх в Рио-де-Жанейро — в программе ходьбы на 20 км показал результат 1:25:04, расположившись в итоговом протоколе соревнований на 43-й строке.
После Олимпиады в Рио Ляхович остался действующим спортсменом на ещё один олимпийский цикл и продолжил принимать участие в крупнейших международных стартах. Так, в 2017 году в дисциплине 20 км он занял 15-е место на Кубке Европы в Подебрадах и 22-е место на чемпионате мира в Лондоне.
На чемпионате Европы 2018 года в Берлине пришёл к финишу на 18-й позиции.
В 2019 году на Кубке Европы в Алитусе с личным рекордом 4:02:43 занял 22-е место в личном зачёте 50 км и тем самым помог своим соотечественникам выиграть бронзовые медали мужского командного зачёта. На последовавшем чемпионате мира в Дохе занял в ходьбе на 20 км 40-е место. Также добавил в послужной список победу на чемпионате Украины в Сумах.
В 2020 году одержал победу на чемпионате Белоруссии в Минске в дисциплине 10 000 метров.
В 2021 году в ходьбе на 20 км занял 22-е место на командном чемпионате Европы в Подебрадах.
Женат на известной украинской бегунье на длинные дистанции Людмиле Ляхович (Коваленко).